# Jan van Kessel starší
Jan van Kessel starší nebo Jan van Kessel (I) (pokřtěn 5. dubna 1626 Antverpy – 17. dubna 1679 Antverpy) byl vlámským malířem působícím v Antverpách v polovině 17. století. Jan van Kessel byl všestranný umělec, maloval obrazy mnoha žánrů. Maloval studie hmyzu, květinová zátiší, mořské i říční krajiny, obrazy rajských krajin, alegorické kompozice, scény se zvířaty a žánrové scény. Byl manželem dcery Jana Brueghela staršího a jako mnoho jiných obdivovatelů prací malířů z rodiny Brueghel jako jsou Daniel Seghers, Joris Hoefnagel, Frans Snyders i on byl inspirován dílem Pietra Brueghela staršího, jeho dědečka.

## Životopis

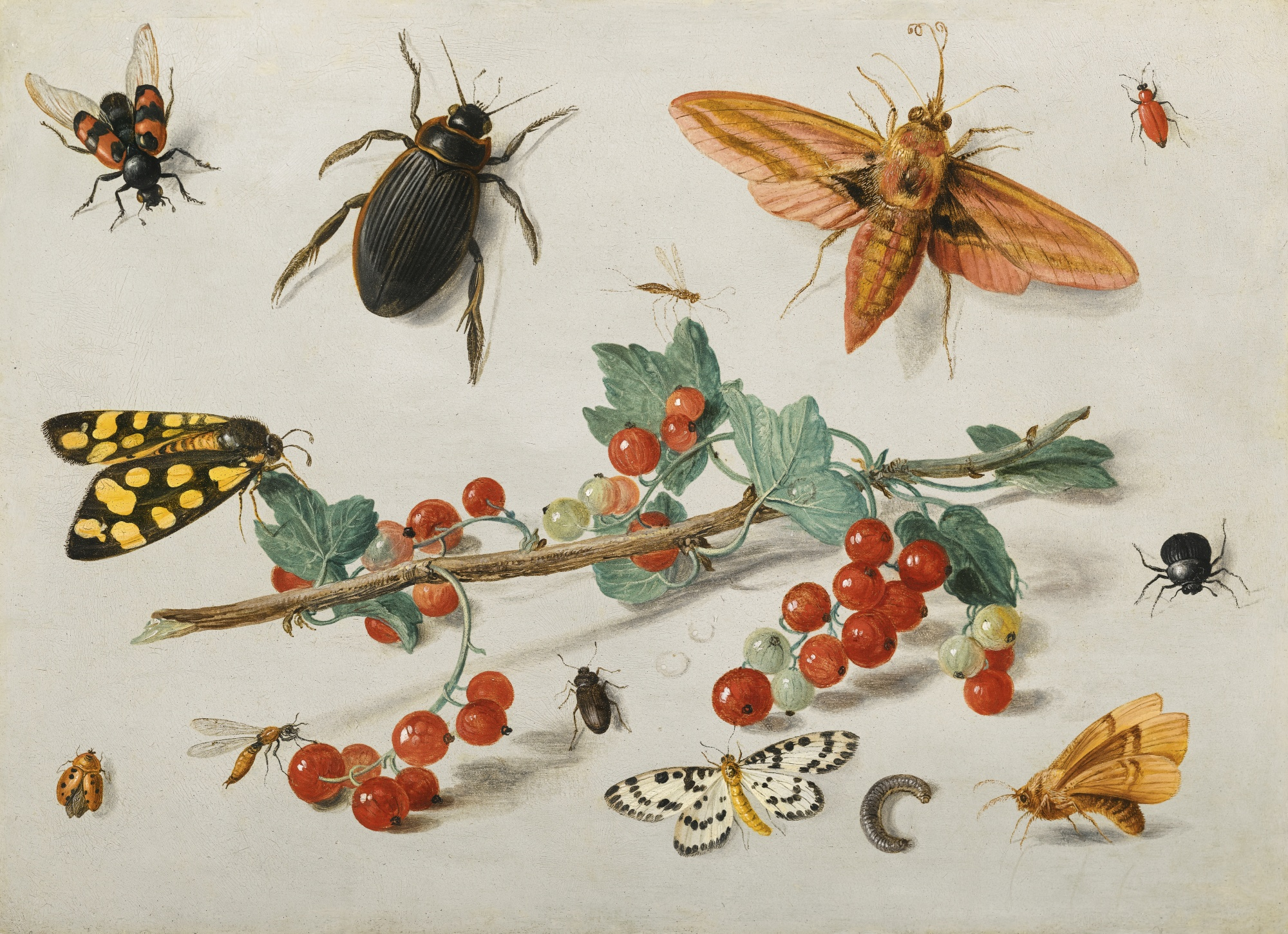
Stonek červeného rybízu s můrou, slunéčkem, stonožkou a jiným hmyzem (A sprig of redcurrants with an elephant hawk moth, a ladybird, a millipede and other insects)

Jan van Kessel starší se narodil v Antverpách jako syn Hieronyma van Kessela mladšího a Paschasie Brueghel. Paschasia byl dcerou Jana Brueghela staršího. (Viz rodokmen rodiny Brueghelů). Jeho přímými předky v rodinné řadě van Kessel byl jeho dědeček Hieronymus van Kessel starší a jeho otec Hieronymus van Kessel mladší, oba byli malíři. O těchto členech rodiny van Kessel není mnoho známo. Ve věku pouhých 9 let byl Jan van Kessel poslán na studia k malíři Simonovi de Vos. Následně se učil s členy rodiny, kteří byli také malíři. Jan van Kessel byl žákem svého otce a svého strýce. V roce 1644 se stal členem antverpského sdružení nizozemských umělců cechu Sv. Lukáše. Bylo zvykem, že každý člen cechu dostal nějakou přiléhavou přezdívku, tzv. ohnuté jméno. Jan van Kessel dostal přezdívku blomschilder (malíř květin). Dne 11. června 1646 se oženil s Marií van Apshoven. Spolu měli 13 dětí, z nichž dva, Jan a Ferdinand se stali úspěšnými malíři. V Antverpách se Jan van Kessel stal kapitánem místní civilní stráže (schutterij). Byl učitelem dalších malířů a také dvou svých synů Jana van Kessel the Younger a Ferdinanda van Kessel. Jan van Kessel byl finančně úspěšný, za své obrazy požadoval vysoké ceny. V roce 1656 koupil dům nazvaný Witte en Roode Roos (bílá a červená růže) ve středu Antverp. Jeho manželka zemřela v roce 1678 a zdá se, že se poté jeho finanční situace zhoršila. V roce 1679 musel doplatit hypotéku za svůj dům. Onemocněl a již nemohl malovat. Zemřel 17. dubna 1679 v Antverpách. Byl učitelem mnoha malířů včetně svých synů Jana van Kessela a Ferdinanda van Kessela.

## Dílo

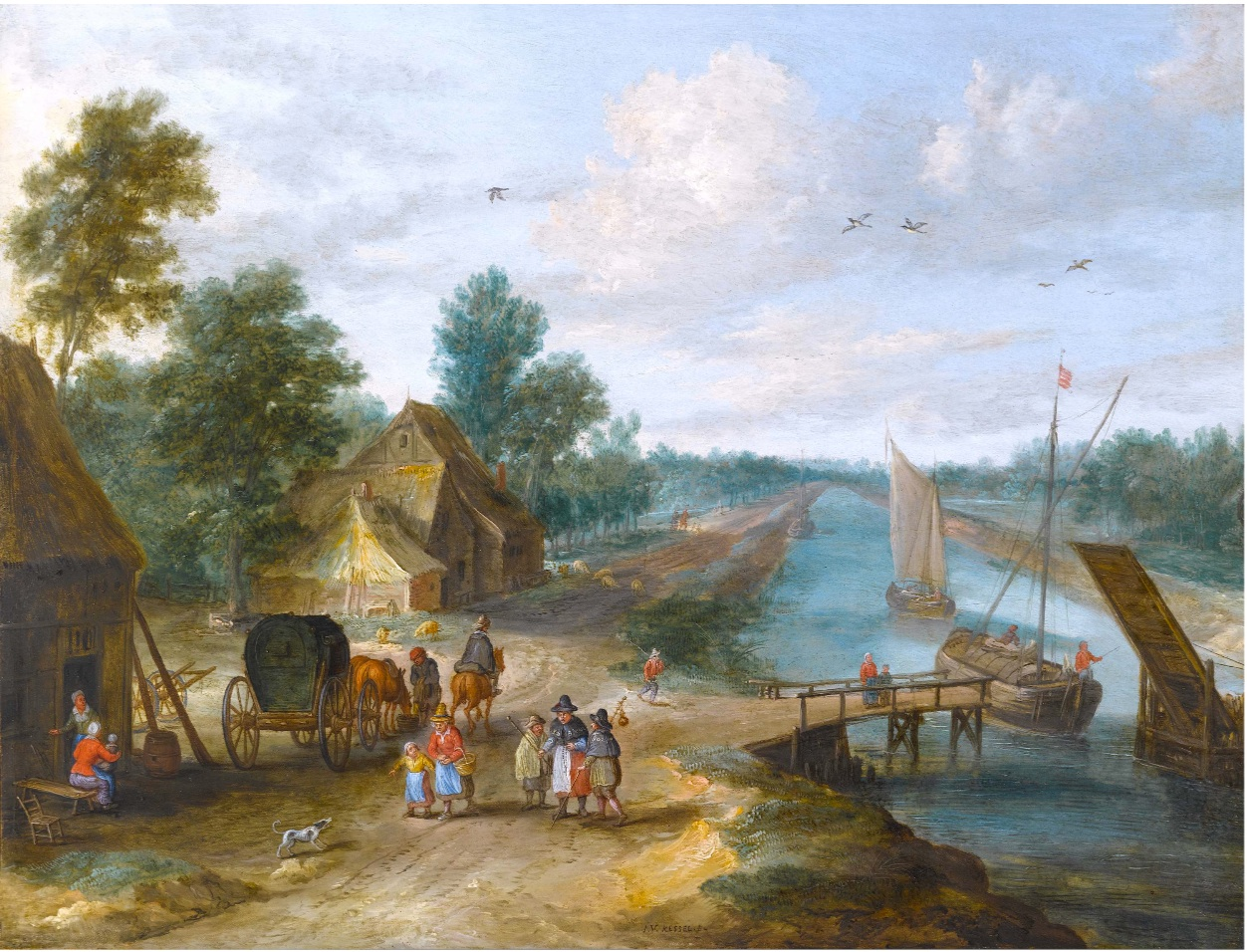
Říční krajina s postavami na cestě (A River Landscape with Figures on a Track)

### Obecně
Jan Van Kessel starší byl aktivním malířem mezi roky 1648 a 1676. Katalogizace jeho prací byla obtížná, neboť docházelo k nejasnostem autorství jiných umělců s podobným jménem, kteří byli aktivní ve stejnou dobu. Vedle jeho syna Jana pracoval v Antverpách jiný malíř jménem Jan van Kessel, ovšem jedná se o zcela jinou osobu. Další Jan van Kessel maloval zátiší, zatímco v Amsterdamu byl jiný Jan van Kessel známý jako krajinář. Aby to ještě více komplikovalo, jeho otec měl strýčka také Jana Kessela, jehož otec je někdy označován jako Jan van Kessel II a Jan van Kessel mladší jako Jan van Kessel III. Dalším problémem při přiřazování je skutečnost, že Jan van Kessel starší používal ve své práci dva různé styly podpisu. Pro větší formáty použil kurzívnější a ozdobnější podpis, který by byl obtížně čitelný v menším malbě. Tato praxe vedla k chybnému předpokladu, že tyto práce byly vyrobeny dvěma různými malíři. Jan van Kessel se specializoval na drobné obrazy předmětů získaných z přírodního světa, jako jsou květinové zátiší a alegorické série zobrazující zvířecí království, čtyři základní prvky, smysly nebo části světa. Při zobrazování světa přírody si zakládal na přesnosti v detailu, používal ilustrované vědecké texty jako zdroje pro zobrazení objektů, jež prezentoval s přesností téměř vědeckou.

### Studie přírody
Jan van Kessel vytvořil velké množství studií zvířat, jako je hmyz, housenky a plazi, stejně jako obrazy květin a vzácných předmětů z celého známého světa. Dokázal, že je dobrým pozorovatelem a za jeho studie zvířat byl ve své době chválen pro svou pečlivost a přesnost. Jeho práce v této oblasti odráží současný světový pohled, v němž ocenění umění a přírody šlo ruku v ruce s uměním. Stejná touha shromáždit a třídit přírodní svět, která dala impuls k vytvoření Kunstkammern a Wunderkammern v pozdní 16. a 17. století, inspirovala umělceté doby k dosažení stejného výsledku i v malbě. Dědeček Jana van Kessela, Jan Brueghel starší, již ve své práci prokázal, jak umělci uvyklí empirickému pozorování, mohou reprezentovat svět tím, že zobrazují a klasifikují mnoho jeho prvků.

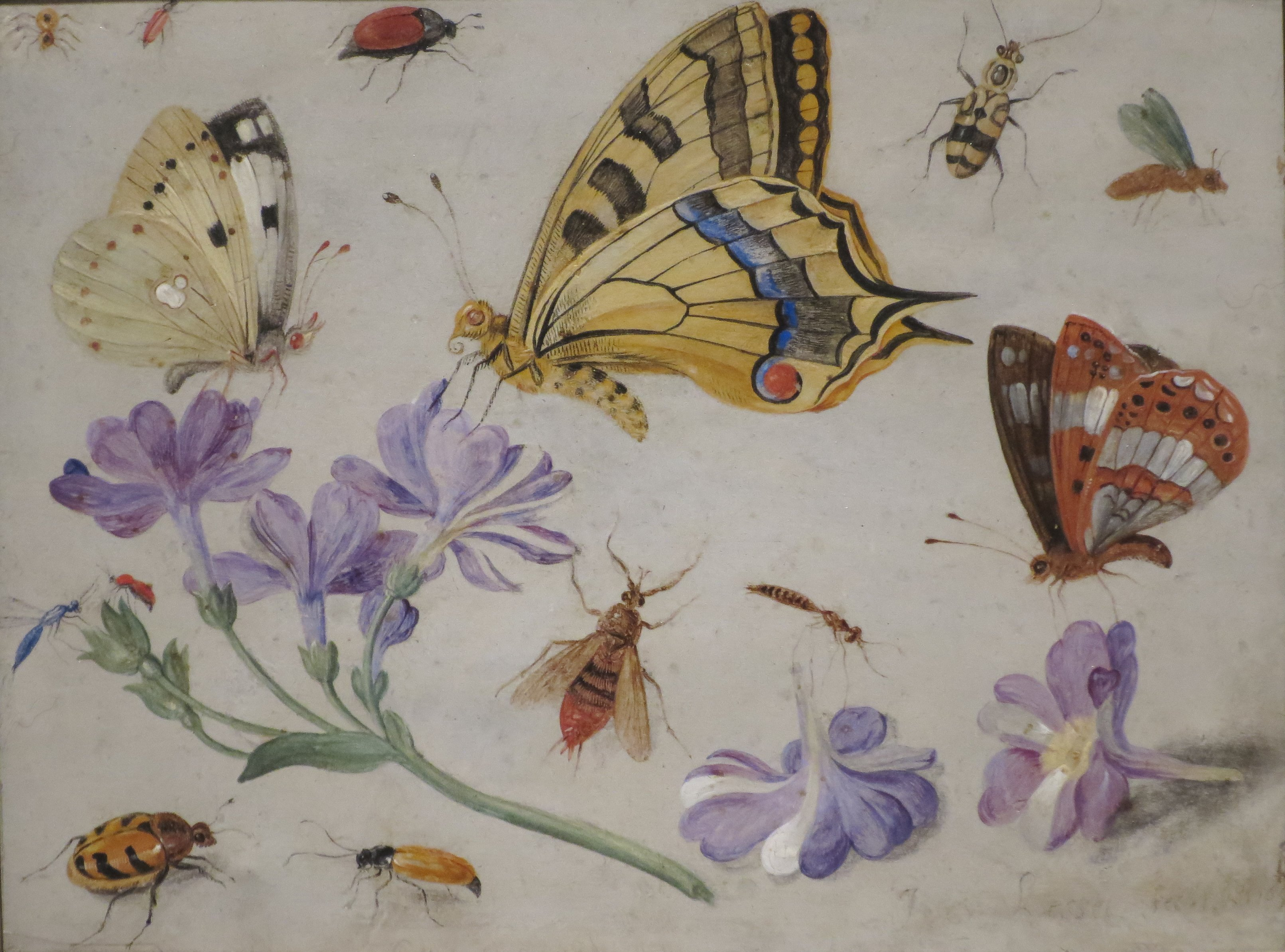
Motýli, hmyz a květiny ('Butterflies, Other Insects, and Flowers)

Důležitým vlivem na jeho studium zvířat byl vědecký naturalismus vlámského umělce Jorise Hoefnagela známého především pro jeho iluminované rukopisy a zátiší na pergamenu. Hoefnagelovo studium květin a hmyzu bylo vyryto a publikováno pod názvem Archetypa studiaque patris Georgii Hoefnagelii jeho synem Jacobem Hoefnagelem v roce 1592 ve Frankfurtu. Kniha je sbírkou 48 rytin rostlin, hmyzu a malých zvířat, která byla po studiích Jorisa Hoefnagela zobrazena ad vivum (živě) a měla velmi vliv na další generace malířů zvířat.
Studie zvířat od Van Kessela se odlišují od nezaujatého přístupu svých předchůdců, kteří uspořádali různou flóru a faunu v řadách, jako by byli vzorky v sběratelské skříňce. Van Kessel kladl větší důraz na složení a estetiku, aniž by opustil přesné vyobrazení dotyčného objektu. Příkladem tohoto přístupu je práce Studie zátiší hmyzu na větvi rozmarýnu s motýly, čmelákem, brouky a jiným hmyzem. V této kompozici vytvořil van Kessel dynamické uspořádání s hmyzem kolem jediné větvičky rozmarýnu, což vytváří iluzi, že motýly a včelka spolu komunikují. Navzdory absenci moralizujícího textu, jakým je opatřena publikace Jorise Hoefnagel, poselství van Kesselova zobrazení přírody jako zrcadla Boží moci bylo jeho publiku jasné.
Jeho studie flóry a fauny byly často vytvářeny ve velkých souborech a tyto studie byly někdy použity na skříních se sbírkami přírodnin. Na rozdíl od vysušených a ušpiněných vzorků uložených v těchto skříních jsou zobrazené objekty Jana van Kessela velmi živé a jsou jasně určeny k překvapení a potěšení diváka při otevírání vnějších dveří. Jan van Kessel začal kreslit tato díla v první polovině 50. let a nejstarší příklady byly namalovány v roce 1653. Zatímco některé z těchto děl byly provedeny na panelu, většina byla namalována na mědi. Měď poskytla hladký povrch, který nejlépe vyhovovala jeho pečlivému a detailnímu zobrazení.

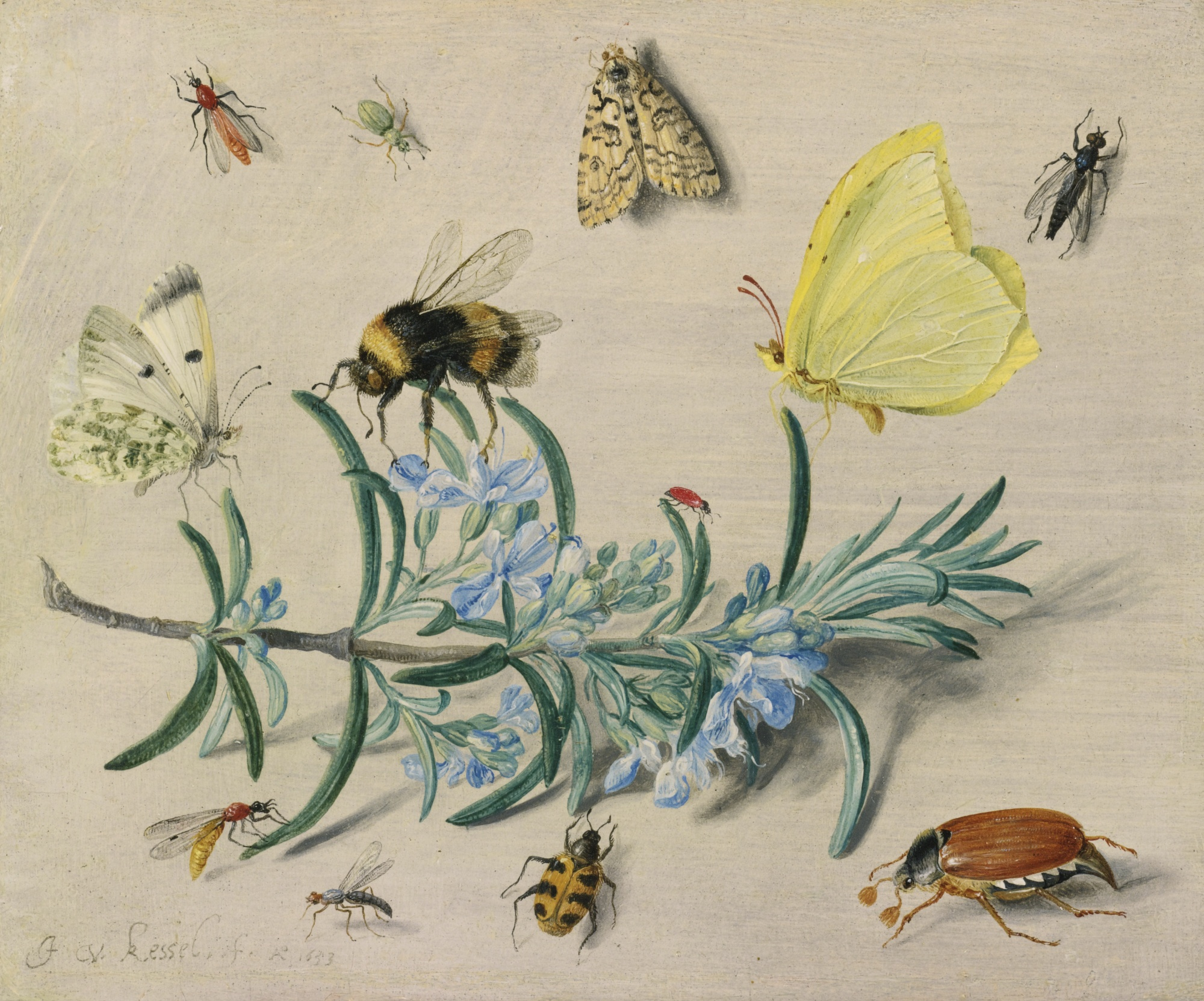
Studie hmyzu na větvi rozmarýnu s motýly, čmelákem, brouky a jiným hmyzem (A still life study of insects on a sprig of rosemary with butterflies, a bumble bee, beetles and other insects)

### Girlandové obrazy
Jeho dědeček Jan Brueghel starší hrál klíčovou roli při vývoji žánru girlandových obrazů v prvních dvou desetiletích 17. století. Girlandové obrazy obvykle ukazují květinový věnec kolem obrazu nebo portrétu. Mezi další umělce, kteří se podíleli na raném vývoji tohoto žánru, patří Hendrick van Balen, Andries Daniels, Peter Paul Rubens a Daniel Seghers. Žánr byl zpočátku spojen s vizuálními obrazy reformačního hnutí, kdy na obrazech byly často zobrazovány náboženské motivy. Žánr tak byl inspirován kultem úcty a oddanosti k Panně Marii převládající na habsburském dvoře, a poté i v jižním Nizozemsku a v Antverpách obecně. Nejčasnější exempláře tohoto žánru často ukazují zbožněný obraz Panny Marie v kartuši, v pozdějších příkladech byl obraz v kartuši mohl být nejen náboženský ale i světský. Girlandové obrazy byly obvykle výsledkem spolupráce mezi malířem zátiší a malířem portrétu. Van Kessel by typicky maloval okolní zátiší, zatímco malíř objektu v kartuši byl zodpovědný za postavu nebo jiný obrázek v ní. Jeho spolupracovníci na girlandových obrazech byli jeho strýc David Teniers mladší, Erasmus Quellinus starší, Hendrick van Balen starší, Thomas Willeboirts Bosschaert a pravděpodobně i Jan Boeckhorst. Příkladem spolupráce Jana van Kessela a Davida Tenierse mladšího je jejich společná práce na girlandové kompozici Mýdlové bubliny (1660-1670, Louvre). V této práci Jan van Kessel namaloval ozdobný věnec představující čtyři prvky kolem kartuše ukazující mladého muže, který fouká mýdlové bubliny, což symbolizuje marnost, tj. pomíjivost života.

## Galerie

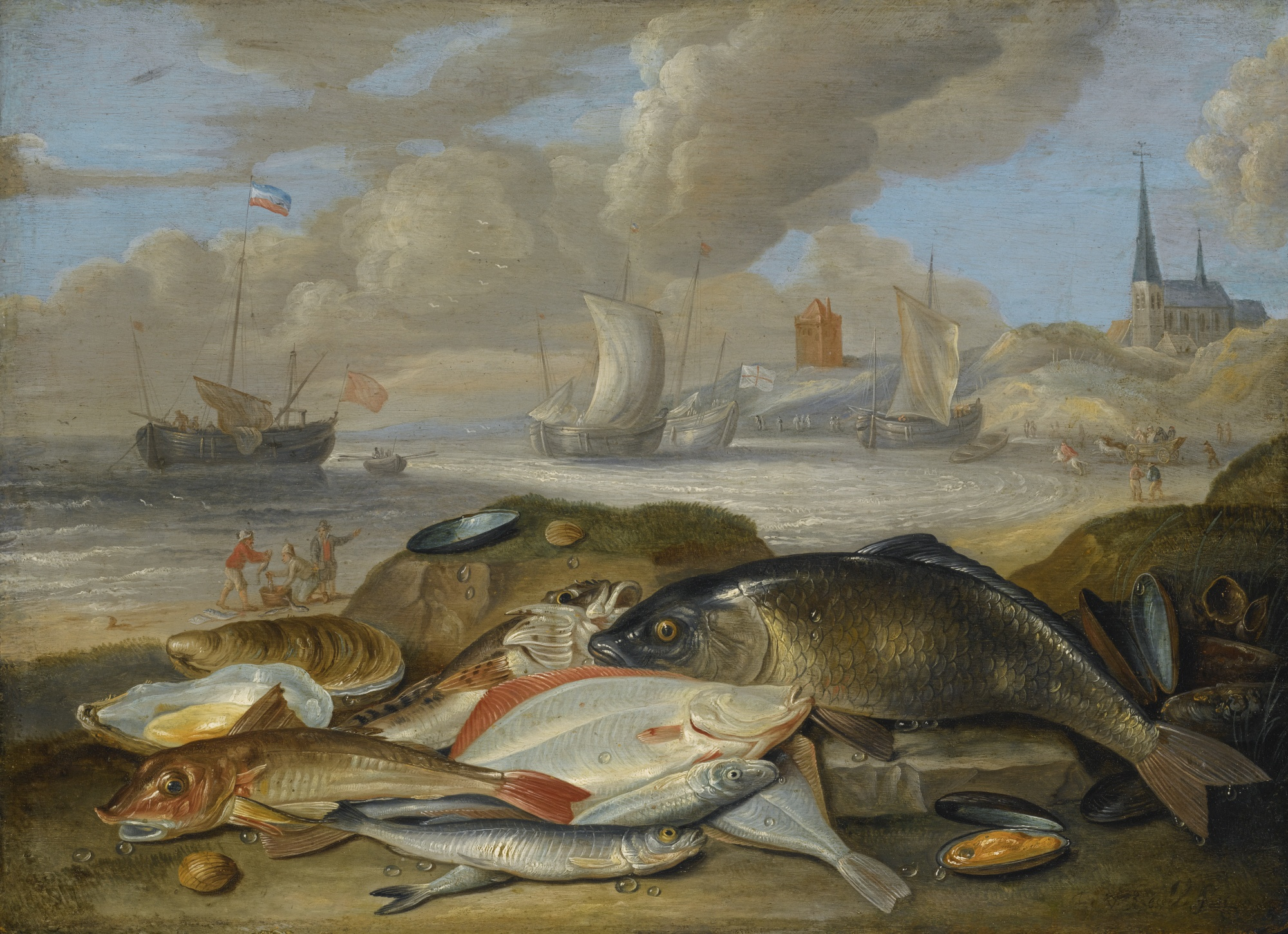
Zátiší s rybou v přístavu, možná alegorie na vodní prvek( Still life of fish in a harbor landscape, possibly an allegory of the element of water)
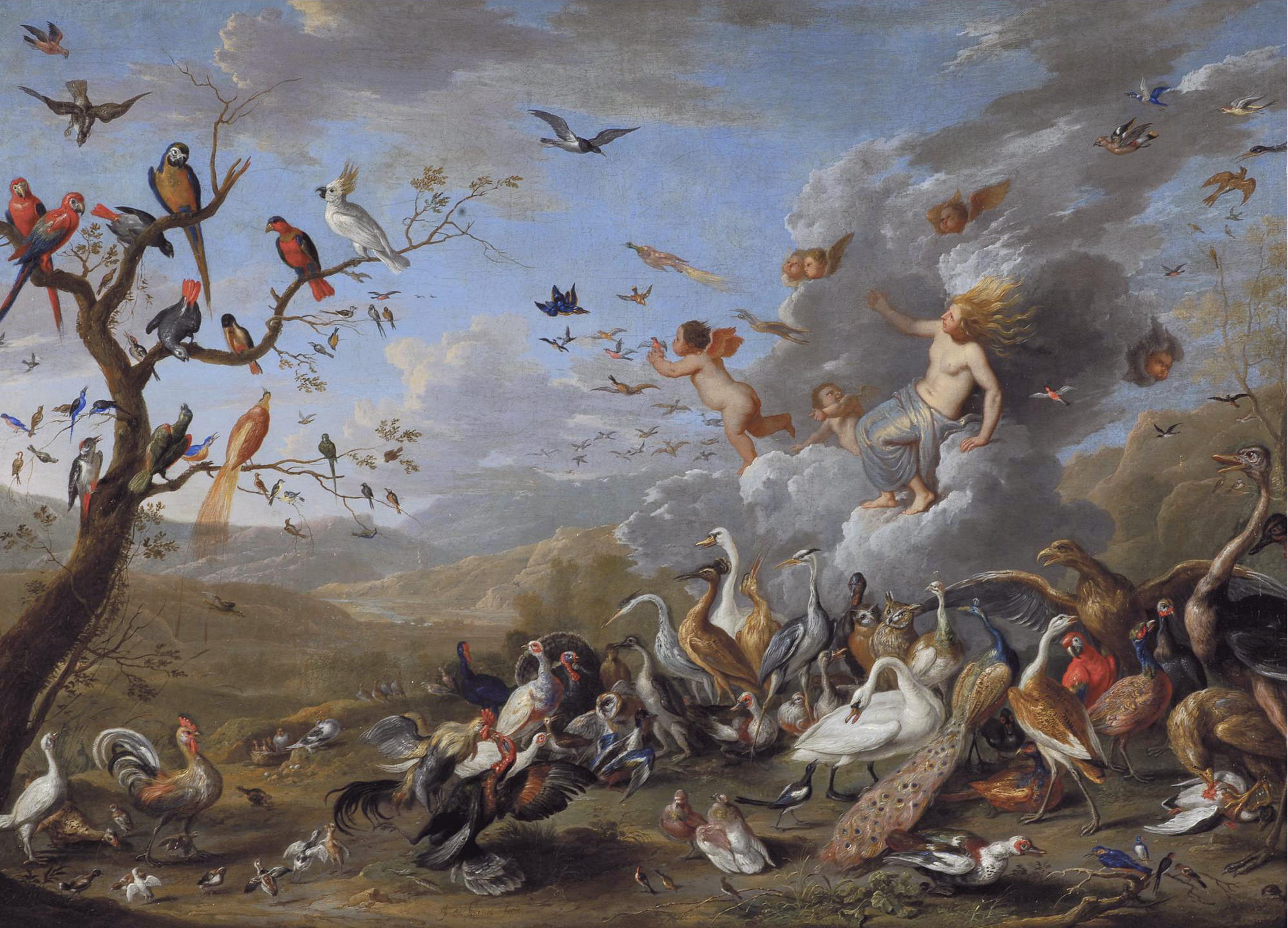
Alegorie vzduchu (Allegory of Air)
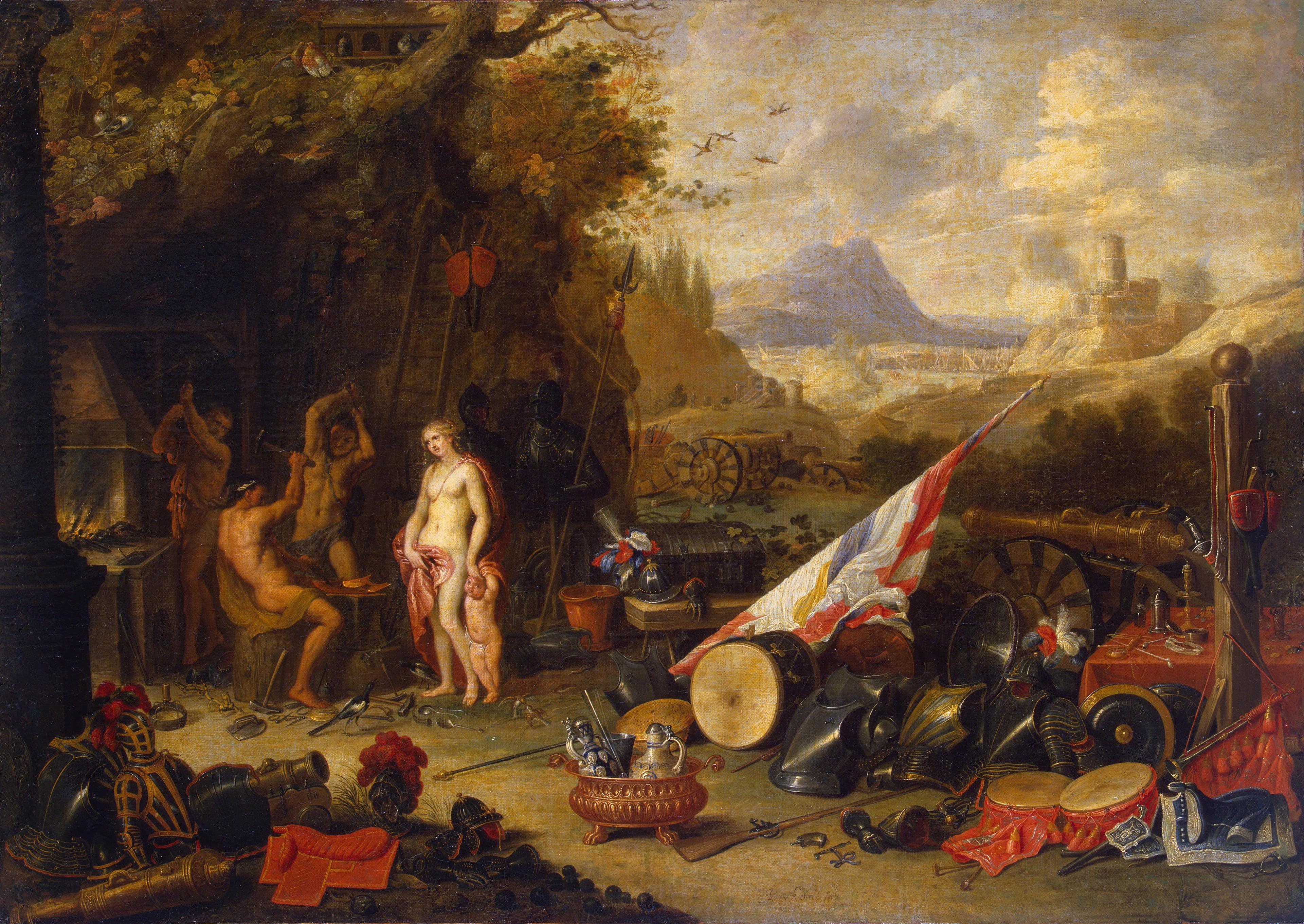
Venuše ve Vulkánově kovárně( Venus at the Forge of Vulcan)
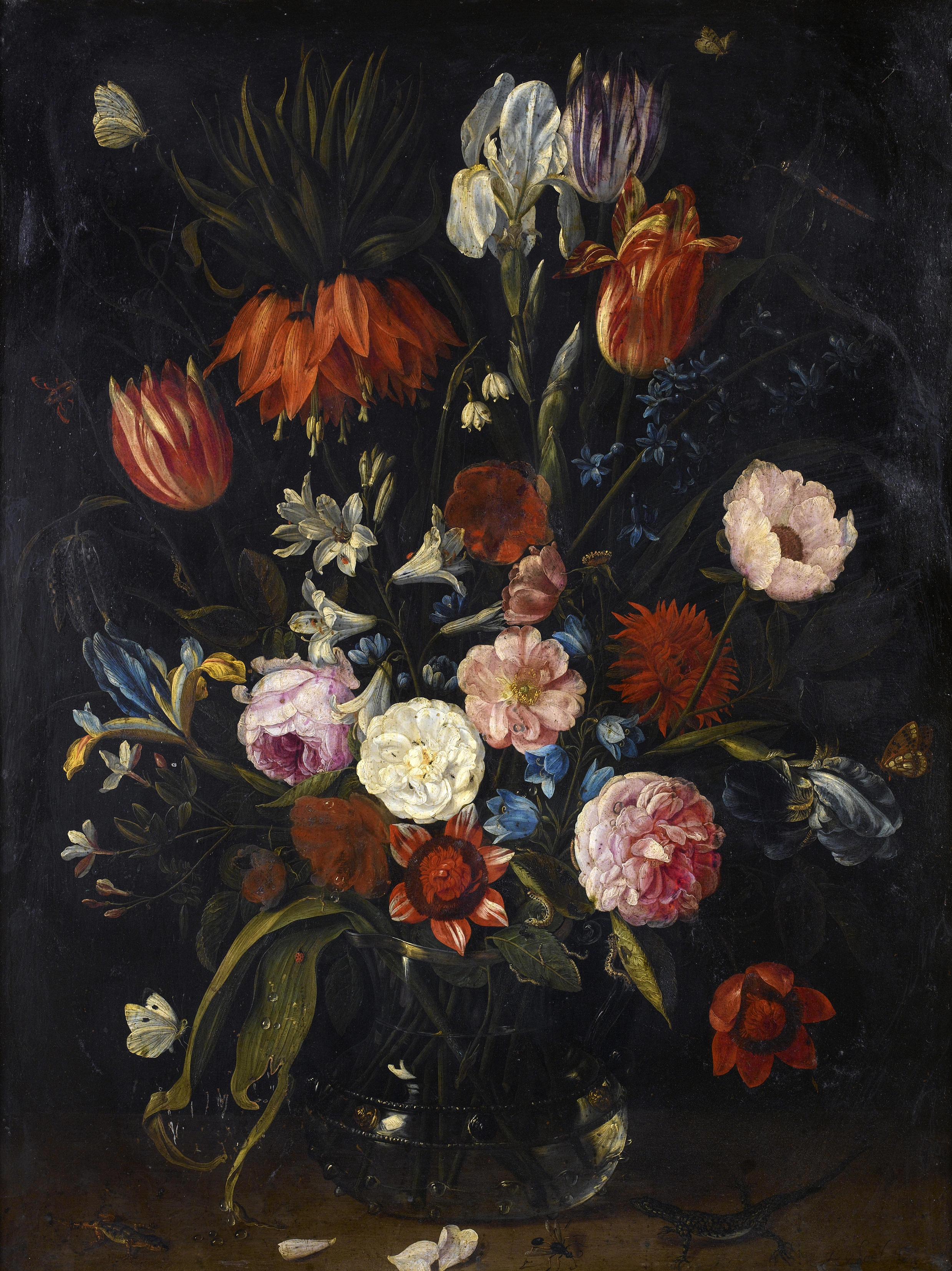
Zátiší s květinami, ještěrkou a hmyzem ( A still life of flowers, a lizard and insects)
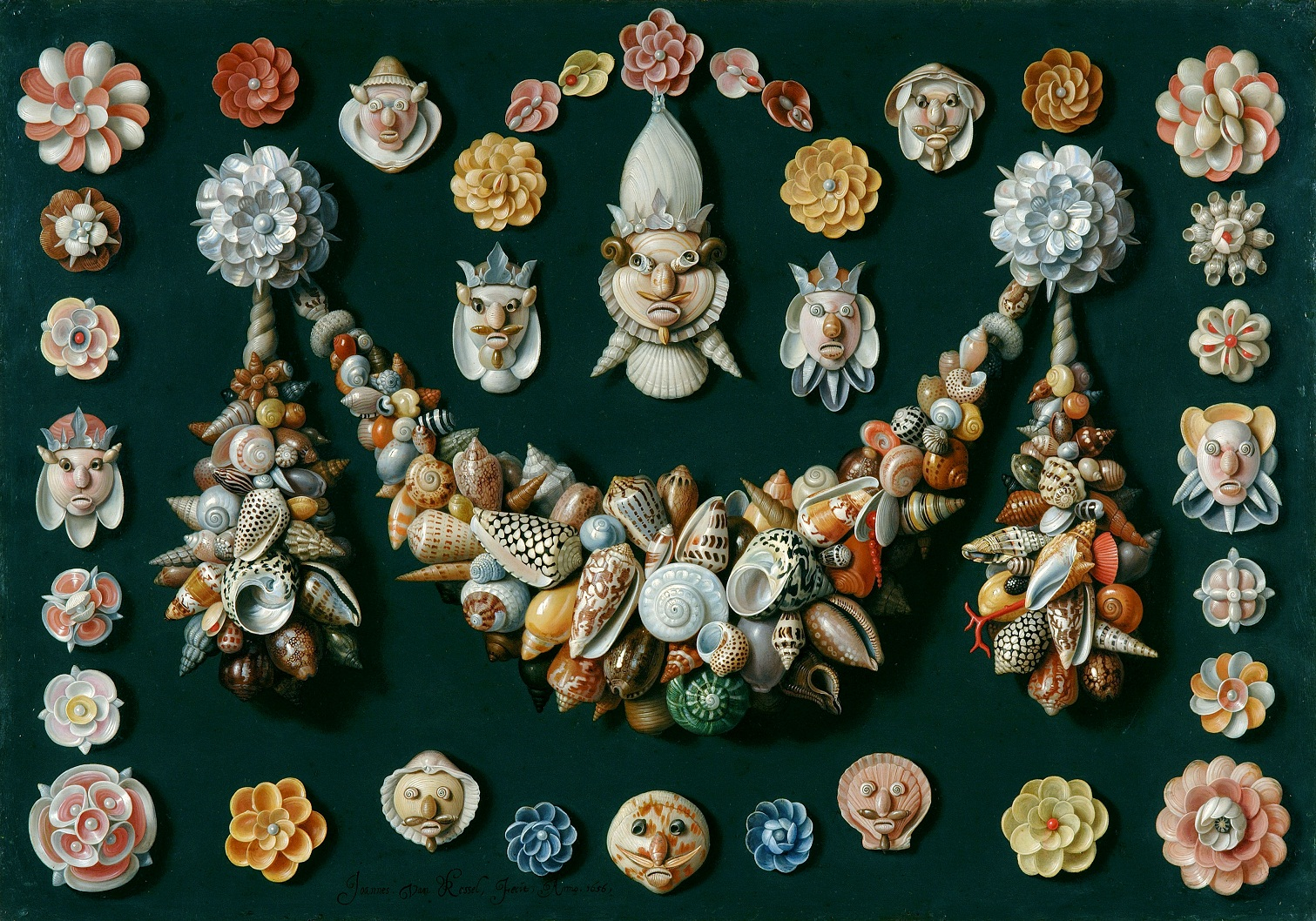
Masky vyrobené z mušlí (Masques made with seashells)
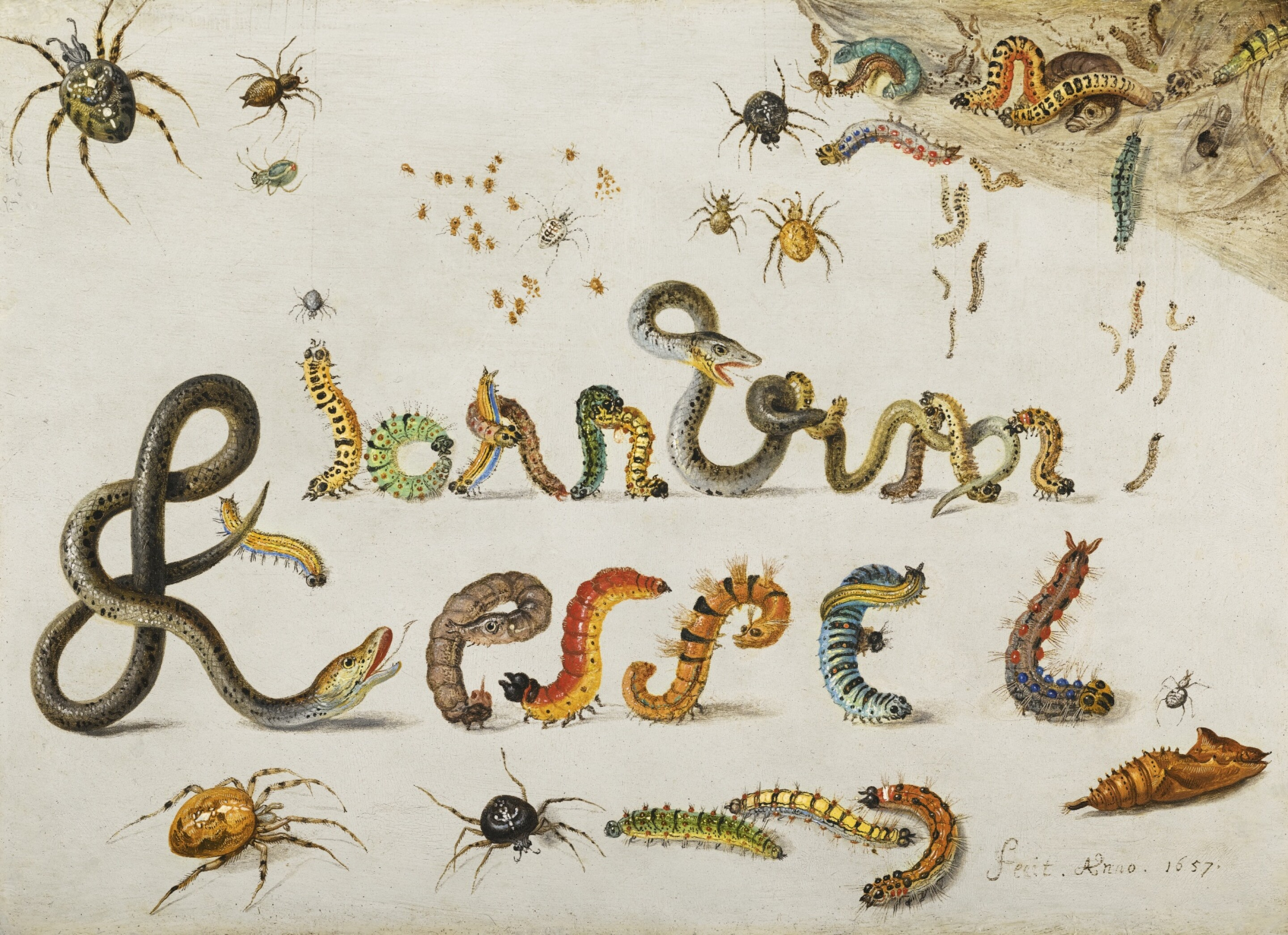
Autogram vytvořený z hmyzu a housenek (Autograph, made with insects and caterpillars)

## Rodokmen
|  |  |                                   |                                   |                                   |                                   | Pieter Bruegel starší(1525/1530–1569) |                                   |                                |                                |                                |                                |                                |                                |                                |                                |                                |                                |                                |                                |                                |                                |                                |                                |                                                 |                                                 |                                                 |                                                 |                                                 |                                                 |  |  |                                                    |                                                    |                                                    |                                                    |                                                    |                                                    |
|  |  |                                   |                                   |                                   |                                   |                                       |                                   |                                |                                |                                |                                |                                |                                |                                |                                |                                |                                |                                |                                |                                |                                |                                |                                |                                                 |                                                 |                                                 |                                                 |                                                 |                                                 |  |  |                                                    |                                                    |                                                    |                                                    |                                                    |                                                    |
|  |  |                                   |                                   |                                   |                                   |                                       |                                   |                                |                                |                                |                                |                                |                                |                                |                                |                                |                                |                                |                                |                                |                                |                                |                                |                                                 |                                                 |                                                 |                                                 |                                                 |                                                 |  |  |                                                    |                                                    |                                                    |                                                    |                                                    |                                                    |
|  |  |                                   |                                   |                                   |                                   |                                       |                                   |                                |                                |                                |                                |                                |                                |                                |                                |                                |                                |                                |                                |                                |                                |                                |                                |                                                 |                                                 |                                                 |                                                 |                                                 |                                                 |  |  |                                                    |                                                    |                                                    |                                                    |                                                    |                                                    |
|  |  | Pieter Brueghel mladší(1564–1638) | Pieter Brueghel mladší(1564–1638) | Pieter Brueghel mladší(1564–1638) | Pieter Brueghel mladší(1564–1638) | Pieter Brueghel mladší(1564–1638)     | Pieter Brueghel mladší(1564–1638) |                                |                                | Jan Brueghel starší(1568–1625) | Jan Brueghel starší(1568–1625) | Jan Brueghel starší(1568–1625) | Jan Brueghel starší(1568–1625) | Jan Brueghel starší(1568–1625) | Jan Brueghel starší(1568–1625) |                                |                                |                                |                                |                                |                                |                                |                                |                                                 |                                                 |                                                 |                                                 |                                                 |                                                 |  |  |                                                    |                                                    |                                                    |                                                    |                                                    |                                                    |
|  |  | Pieter Brueghel mladší(1564–1638) | Pieter Brueghel mladší(1564–1638) | Pieter Brueghel mladší(1564–1638) | Pieter Brueghel mladší(1564–1638) | Pieter Brueghel mladší(1564–1638)     | Pieter Brueghel mladší(1564–1638) |                                |                                | Jan Brueghel starší(1568–1625) | Jan Brueghel starší(1568–1625) | Jan Brueghel starší(1568–1625) | Jan Brueghel starší(1568–1625) | Jan Brueghel starší(1568–1625) | Jan Brueghel starší(1568–1625) |                                |                                |                                |                                |                                |                                |                                |                                |                                                 |                                                 |                                                 |                                                 |                                                 |                                                 |  |  |                                                    |                                                    |                                                    |                                                    |                                                    |                                                    |
|  |  |                                   |                                   |                                   |                                   |                                       |                                   |                                |                                |                                |                                |                                |                                |                                |                                |                                |                                |                                |                                |                                |                                |                                |                                |                                                 |                                                 |                                                 |                                                 |                                                 |                                                 |  |  |                                                    |                                                    |                                                    |                                                    |                                                    |                                                    |
|  |  |                                   |                                   |                                   |                                   |                                       |                                   |                                |                                |                                |                                |                                |                                |                                |                                |                                |                                |                                |                                |                                |                                |                                |                                |                                                 |                                                 |                                                 |                                                 |                                                 |                                                 |  |  |                                                    |                                                    |                                                    |                                                    |                                                    |                                                    |
|  |  |                                   |                                   |                                   |                                   |                                       |                                   | Ambrosius Brueghel(1617–1625)  | Ambrosius Brueghel(1617–1625)  | Ambrosius Brueghel(1617–1625)  | Ambrosius Brueghel(1617–1625)  | Ambrosius Brueghel(1617–1625)  | Ambrosius Brueghel(1617–1625)  |                                |                                | Jan Brueghel mladší(1601–1671) | Jan Brueghel mladší(1601–1671) | Jan Brueghel mladší(1601–1671) | Jan Brueghel mladší(1601–1671) | Jan Brueghel mladší(1601–1671) | Jan Brueghel mladší(1601–1671) |                                |                                | Anna Brueghel x David Teniers mladší(1610–1690) | Anna Brueghel x David Teniers mladší(1610–1690) | Anna Brueghel x David Teniers mladší(1610–1690) | Anna Brueghel x David Teniers mladší(1610–1690) | Anna Brueghel x David Teniers mladší(1610–1690) | Anna Brueghel x David Teniers mladší(1610–1690) |  |  | Paschasia Brueghel x Hieronymous van Kessel starší | Paschasia Brueghel x Hieronymous van Kessel starší | Paschasia Brueghel x Hieronymous van Kessel starší | Paschasia Brueghel x Hieronymous van Kessel starší | Paschasia Brueghel x Hieronymous van Kessel starší | Paschasia Brueghel x Hieronymous van Kessel starší |
|  |  |                                   |                                   |                                   |                                   |                                       |                                   | Ambrosius Brueghel(1617–1625)  | Ambrosius Brueghel(1617–1625)  | Ambrosius Brueghel(1617–1625)  | Ambrosius Brueghel(1617–1625)  | Ambrosius Brueghel(1617–1625)  | Ambrosius Brueghel(1617–1625)  |                                |                                | Jan Brueghel mladší(1601–1671) | Jan Brueghel mladší(1601–1671) | Jan Brueghel mladší(1601–1671) | Jan Brueghel mladší(1601–1671) | Jan Brueghel mladší(1601–1671) | Jan Brueghel mladší(1601–1671) |                                |                                | Anna Brueghel x David Teniers mladší(1610–1690) | Anna Brueghel x David Teniers mladší(1610–1690) | Anna Brueghel x David Teniers mladší(1610–1690) | Anna Brueghel x David Teniers mladší(1610–1690) | Anna Brueghel x David Teniers mladší(1610–1690) | Anna Brueghel x David Teniers mladší(1610–1690) |  |  | Paschasia Brueghel x Hieronymous van Kessel starší | Paschasia Brueghel x Hieronymous van Kessel starší | Paschasia Brueghel x Hieronymous van Kessel starší | Paschasia Brueghel x Hieronymous van Kessel starší | Paschasia Brueghel x Hieronymous van Kessel starší | Paschasia Brueghel x Hieronymous van Kessel starší |
|  |  |                                   |                                   |                                   |                                   |                                       |                                   |                                |                                |                                |                                |                                |                                |                                |                                |                                |                                |                                |                                |                                |                                |                                |                                |                                                 |                                                 |                                                 |                                                 |                                                 |                                                 |  |  |                                                    |                                                    |                                                    |                                                    |                                                    |                                                    |
|  |  |                                   |                                   |                                   |                                   |                                       |                                   |                                |                                |                                |                                |                                |                                |                                |                                |                                |                                |                                |                                |                                |                                |                                |                                |                                                 |                                                 |                                                 |                                                 |                                                 |                                                 |  |  |                                                    |                                                    |                                                    |                                                    |                                                    |                                                    |
|  |  |                                   |                                   |                                   |                                   | Jan Pieter Brueghel(1628–1664)        | Jan Pieter Brueghel(1628–1664)    | Jan Pieter Brueghel(1628–1664) | Jan Pieter Brueghel(1628–1664) | Jan Pieter Brueghel(1628–1664) | Jan Pieter Brueghel(1628–1664) |                                |                                | Abraham Brueghel(1631–1690)    | Abraham Brueghel(1631–1690)    | Abraham Brueghel(1631–1690)    | Abraham Brueghel(1631–1690)    | Abraham Brueghel(1631–1690)    | Abraham Brueghel(1631–1690)    |                                |                                | Jan Baptist Brueghel(1647–1719 | Jan Baptist Brueghel(1647–1719 | Jan Baptist Brueghel(1647–1719                  | Jan Baptist Brueghel(1647–1719                  | Jan Baptist Brueghel(1647–1719                  | Jan Baptist Brueghel(1647–1719                  |                                                 |                                                 |  |  | Jan van Kessel starší(1626–1679)                   | Jan van Kessel starší(1626–1679)                   | Jan van Kessel starší(1626–1679)                   | Jan van Kessel starší(1626–1679)                   | Jan van Kessel starší(1626–1679)                   | Jan van Kessel starší(1626–1679)                   |
|  |  |                                   |                                   |                                   |                                   | Jan Pieter Brueghel(1628–1664)        | Jan Pieter Brueghel(1628–1664)    | Jan Pieter Brueghel(1628–1664) | Jan Pieter Brueghel(1628–1664) | Jan Pieter Brueghel(1628–1664) | Jan Pieter Brueghel(1628–1664) |                                |                                | Abraham Brueghel(1631–1690)    | Abraham Brueghel(1631–1690)    | Abraham Brueghel(1631–1690)    | Abraham Brueghel(1631–1690)    | Abraham Brueghel(1631–1690)    | Abraham Brueghel(1631–1690)    |                                |                                | Jan Baptist Brueghel(1647–1719 | Jan Baptist Brueghel(1647–1719 | Jan Baptist Brueghel(1647–1719                  | Jan Baptist Brueghel(1647–1719                  | Jan Baptist Brueghel(1647–1719                  | Jan Baptist Brueghel(1647–1719                  |                                                 |                                                 |  |  | Jan van Kessel starší(1626–1679)                   | Jan van Kessel starší(1626–1679)                   | Jan van Kessel starší(1626–1679)                   | Jan van Kessel starší(1626–1679)                   | Jan van Kessel starší(1626–1679)                   | Jan van Kessel starší(1626–1679)                   |